# Calhoun County (Illinois)
Calhoun County is een county in de Amerikaanse staat Illinois.
De county heeft een landoppervlakte van 657 km² en telt 5.084 inwoners (volkstelling 2000). De hoofdplaats is Hardin.